# آيكيدو
الآيكيدو (باليابانية: 合氣道) هو فن قتالي ياباني أسسه موريهه أويشيبا، والذي يعتبر خلاصة دراساته لفنون الدفاع عن النفس، المبتدئ في ممارسة الآيكيدو يبدو له فيها تعقيدا مثل التعقيد الذي يبدو في بداية ممارسة حركات الجمباز.
في عام 1940، اِعترفت الحكومة اليابانية رسميا باسم أيكيبودو؛ وفي عام 1942، تم الاعتراف باسم أيكيدو من قبل داي نيبون بوتوكو كاي وهي منظمة حكومية تهدف إلى ضم جميع الفنون القتالية اليابانية خلال الحرب.
يمكن تفسير الأيكيدو بأنه «طريقة التوافق بين الطاقات» أو «طريق التحام الروح». مقصد أويشيبا تأسيس فن يُمكِّن للممارسين الدفاع عن أنفسهم بدون أداء الخصم. تقنيات الأيكيدو تنطوي على دخول ونحول الحركات التي توجه قوة هجوم الخصم، وإلقائه أو شلّ في نهاية التقنية. الأيكيدو مصدره الأساسي من الفن القتالي دايتو ريو أيكي جوجيتسو ولكن بدأ يتفرع في أواخر القرن 1920، تدريجيا بسبب مشاركة أويشيبا مع دين أوموتو-كيو. الوثائق للطلاب الأوائل لأويشيبا تحمل مصطلح أيكي-الجو جيتسو. طلاب أويشيبا لديهم أساليب مختلفة للأيكيدو، وهذا يتوقف جزئيا على الذين درسوا معه. اليوم الأيكيدو يوجد في جميع أنحاء العالم بعدد من الأساليب مع نطاقات واسعة من التفسير والتركيز. ومع ذلك، فإنها تشترك جميعا في تقنيات وُضعت من قبل أيشيبا.

## التاريخ للأيكيدو
مثل غالبية بودو الحديث (الجودو والكاراتيه والكيندو...)، الأيكيدو هو وريث الفنون القتالية التي أسست خلال فترة الحرب، التي تم تعديلها خلال فترات السلام (فترة توكوغاوا) وانتهاء الطبقة الساموراي (استعادة ميجي).

### التطوير الأولي
```
أسس أويشيبا الأيكيدو بشكل شامل خلال في أواخر سنوات 1920 حتى خلال سنوات 1930، نتيجة جملة فنون الدفاع القديمة التي درسها.
[
11
]
 فن الدفاع الأساسي التي بنى إليه الأيكيو 
دايتو ريو أيكي جوجيتسو
، الذي درسه أويشيبا مباشرة مع 
تاكيدا سوكاكو
. ومن ذلك أويشيبا عُرف بدراسة 
Tenjin Shin'yō-ryū
 مع (Tozawa Tokusaburō) في طوكيو في عام 1901، 
Gotōha Yagyū Shingan-ryū
 تحت ناكاي ماساكازو في 
ساكاي
 1903-1908، والجودو مع (Kiyoichi Takagi) في 
تانابا
 في عام 1911.
[
12
]
```

فن دايتو ريو هو تأثير التقنية الأساسية على الأيكيدو. مع تقنيات الرمي والأيدي فارغة والشلّ، أويشيبا دمج حركات التدريب بالسلاح، مثل الرمح (ياري)، و (الجو)، وربما حربة (Juken 銃 剣؟). ومع ذلك، الأيكيدو يستمد الكثير من أبنية التقنية من فن المبارزة (كين جوتسو).
انتقل أويشيبا إلى هوكايدو في عام 1912، وبدأ يتعلم على تاكيدا سوكاكو في عام 1915. مشاركته الرسمية مع دايتو ريو استمرت حتى عام 1937. ومع ذلك، خلال الجزء الأخير من هذه الفترة، أويشيبا بدأ بالابتعاد عن تاكيدا ودايتو ريو. في ذلك الوقت كان أويشيبا يشير إلى الفنون القتالية بأنها «أيكي بودو». لا نعلم بالضبط متى أوشيبا بدأ باستخدام اسم «الأيكيدو» ولكنه أصبح الاسم الرسمي للفن في عام 1942 عندما كانت (Greater Japan Martial) جمعية الفضيلة (Dai Nippon Butoku Kai) كانت تعمل في منظمة ترعاها الحكومة والمركزية للفنون القتالية اليابانية.

## مصطلح الأيكيدو

كلمة آيكيدو باللغة اليابانية.

مصطلح آيكيدو يتركب في يابانية من ثلاثة مقاطع:
- آي (合): وتعني الانسجام أو التوافق ويتجلى هذا المعنى في الدوران والتاي سباكي المستخدم بكثرة في الآيكيدو.
- كي (気): وتعني الطاقة الكامنة، واستحضارها أمر صعب للغاية ولكن من الممكن لأي إنسان عادي أن يستخدمها دون أن يدري.
- دو (道): وتعني الطريقة.

## ممارسة الأيكيدو
يُمارس الأيكيدو نساء ورجال على اختلاف الأحجام ومن جميع الأعمار. والهدف من هذه الممارسة هو تحسين، تقدم (تقنيّا وبدنيا ومعنويا) في حالة معنوية جيدة
(المؤسس موريهيه أويشيبا يركز كثيرا على هذه النقطة). وسوف نبين أنّ التقنيات تُحترم من طرف الزميل الممارس.
تعقيد هذا الفن يتطلب مستوى عال للممارسة لاستخدامه في قتال حقيقي. إذا كان صحيحا أن التقنيات الأساسية تعتمد على مارسات أكاديمية تقليدية وتم تكييفها لأسلوب قتالي، يبقى أن الأيكيدو ليس ممارسة لتعلم القتال ولكن فن قتالي يسمح بالإعداد، سواء من الناحية البدنية (المرونة، والسرعة، والعضلات)،
معنويا (تبقى هادئا على الإطلاق) من الناحية التقنية (احترام مسافة الأمان، إيجاد الانفتاح، في الوضع، التحكم في عدة هجمات في واقت واحد) في حال وقوع هجمات متعددت الأنواع (وليس فقط هجمات مقننة).هذا بالتأكيد ليس رياضة بل وسيلة لفهم الإنسان
توجد أساليب مختلفة للأيكيدو تناسب تطلعات مختلفة. الأسلوب الأكثر شيوعا الذي بدأه نجل المؤسس، كيشوماري أيوشيبا، أسلوب يعرف باسم أيكيكاي. وفي نفس الوقت، من أجل فهم وجود لمدارس مختلفة، يجب أن نأخذ بعين الاعتبار حقيقة أن مؤسس الأيكيدو خلق وطوّره طوال حياته. إذا كان وطنيا وجندي رائع في سنوات 1930، ساهم في عسكرة العقول في اتصال مع المنظمات السرية مثل جمعية التنين الأسود أو سياسيين لليمين المتطرف مثل (Oawa Shumei، Inoue Nissho و Kozaburo Tachibana)، كل أعضاء مجموعة قومية متشددة (ساكوراكاي) عقدوا بعض الاجتماعات في أيشيبا دوجو، مؤسس الأيكيدو كان مستاء بشدة من استخدام الأسلحة الذرية في أغسطس عام 1945 وهزيمة اليابانية التي تلت وبعد ذلك أصبح من دعاة السلام.
كان لأويشيبا العديد من التلاميذ الذين ينشرون التقنيات المتغيرة باستمرار. يمكننا أن نميز تلك من قبل الحرب القاسية التي تهدف في المقام الأول وكل تلك السنوات 1942-1952 إيواما ولكن مع أتامي والأسلحة، وأخيرا الفترة الماضية أكثر من ذلك بكثرة المرونة. في ذلك لا يمكنك رؤية إيكيو (omote) ممارسة المؤسس على (Shomen) على سبيل المثال... كل واحد من تلاميذ سينسي اكتسب وجه من الوجوه لهذا الفن المعقد بعد ذلك بدوره ينتقل باسم أيكيدو صحيح، والمساهمة في تطور التقنيات لوفاة المؤسس. وهكذا، عاد تاداشي آبي إلى اليابان بعد ثماني سنوات في فرنسا بالفعل تسلم الكثير من تعليم الأيكيدو داخل مقر الأيكيكاي وقدم له درجاته، ويغلق الباب في الاتحاد. نجل المؤسس، الذين حصلوا على تعليم مؤقت فقط أن والده لم يتوقف لتقدمه للآخرين، لذلك لا يمارسون بالضرورة نفس الأسلوب كما له الآخرين من تلاميذه. وهذا ينطبق على غيره على درجة سينسي، وهو ما يفسر مدارس مختلفة. في فرنسا وحدها هناك ما لا يقل عن عشرين أنماط مختلفة! آخر إصدار معين وأسس الأيكيدو في إيواما في عام 1942 لم يتغير في الواقع جذريا، ولكن هذه هي مسؤولة الأيكيكاي التي شوهت ممارسة الدفاع عن النفس لسينسي من أجل تحسين 13,14 شعبية فقط. كان موريهيرو سايتو سينسي مندهش ليكتشف أن تقنيات كتاب «بودو» في عام 1938 كانت بالضبط تلك أويشيبا سينسي قد حمله معه لسنوات، مع العلم أن سايتو الذي الأيكيدو في يوليو...

## التقنيات الأساسية في الأيكيدو
- تقنيات التثبيت ( كاتامي وازا)

1. إيكيو
2. نيكيو
3. سان كيو
4. يونكيو
5. جوكيو
6. هيجي كيمي اوسى
7. واكي كاتامي

- تقنيات الرمي ( ناجي وازا )

1. أيرمي ناجي
2. شيهو ناجي
3. كايتن ناجي
4. كوشي الناجي
5. جوجي كرمي
6. كوكيو ناجي
7. ايكي اوتوشي
8. تانشي ناجي
9. اوتش كروتشي
10. سومي اوتوشي

- تقنيات الرمي والتثبيت ( ناجي كاتامي وازا)

1. جوتي جايشي

- تمارين قوة النفس والإنسجام ( كوكيو هو)

1. رايبو
2. زاهو

- وضعيات وقوف القتال مع الخصم في الآيكيدو:

1. أي هانمي
2. جياكو هانمي

- وضعيات القتال في الآيكيدو:

1. تاشي وازا
2. سواري وازا
3. هانمي هنتاشي

- أنواع المسير في الآيكيدو :

1. تاي ساباكي: وهي التقدم إلى الأمام بخطوة بالقدم الأمامية ثم الدوران إلى الوراء بالرجل الخلفية
2. ايريمي : وهي التقدم للأمام بخطوة واحدة
3. تانكن : وهي الألتفات بالرجل الخلفية
4. تسوكري آشي : وهي التحرك للأمام أبتداءً بتقديم الرجل الخلفية ثم التقدم بالرجل الأمامية
5. أوكري آشي : وهي التحرك للأمام أبتداءً بتقديم الرجل الأمامية ثم التقدم بالرجل الخلفية
6. أيومي آشي : وهي تحريك الرجل الخلفية لجانب الرجل الأمامية ثم التقدم بالرجل الأمامية للأمام
7. شيهو غري : وهي التحرك بالاتجاهات الأربعة
8. تاينو تنكان : وهي التحرك بشكل ايرمي تنكان مع سحب يد الخصم

- الأسلحة المستخدمة في الآيكيدو :

1. الجو واللعب به يسمى ( جو دوري )
2. الكين واللعب به يسمى ( تاشي دوري )
3. التانتو واللعب به يسمى ( تانتو دوري )

- أسماء حركات الهجوم في الآيكيدو:
- وضعيات المسك:

1. كاتاتيه دوري : وهي المسك من معصم اليد ( يد واحدة فقط )
2. هيجي دوري : وهي المسك من المرفق ( مرفق واحد فقط )
3. سودي دوري : وهي مسك الكم
4. كاتا دوري : وهي المسك من الكتف ( كتف واحد فقط )
5. مونا دوري : وهي المسك من ياقة البدلة من الأمام
6. ريوتودوري : وهي المسك من المعصمين معاً
7. موريتيه دوري : وهي مسك معصم اليد الواحدة بكلتا اليدين من قبل خصم واحد فقط
8. فوتاري دوري : وهي مسك كلا المعصمين من قبل خصمين أثنين
9. أوشيرو أيري دوري : وهي المسك من قبة البدلة والخصم يقف خلفي
10. أوشيرو ريوتودوري : وهي مسك كلا المعصمين والخصم يقف خلفي
11. أوشيرو ريوهيجي دوري :  وهي مسك كلا المرفقين  والخصم يقف خلفي
12. أوشيروريو كاتادوري : وهي مسك كلا الكتفين والخصم يقف خلفي
13. أوشيرو كاتاتيه دوري كيبي شيميه : وهي مسك معصم اليد بيد والخنق باليد الأخرى والخصم يقف خلفي
14. أوشيرو هاكا اي جيميه : الخصم يمسك بي بكلتا يديه من الخلف محيطاً بي من الجزئ الأعلى من جسدي

- وضعيات الهجوم مع الضرب:

1. شومن اوتشي : وهي الضرب على مقدمة الرأس ( جبهة الرأس )
2. يوكومن اوتشي : وهي الصرب على جانب الرأس
3. شودان تسوكي : وهي الضرب بقبض اليد على المعدة
4. مونى تسوكي : وهي الضرب بقبض اليد على الصدر
5. جودان تسوكي : وهي الضرب بقبض اليد على الوجه
6. ماي غري : وهي الضرب رفساً بالأرجل بشكل مستقيم والجسد متجه للأمام
7. مواشي غري : وهي الضرب رفساً بالأرجل من الجانب
8. كي غومي : وهي الضرب رفساً بالأرجل من الجانب

- أنواع السقوطات في الآيكيدو:

1. ماي أوكيمي : وهي السقوط للأمام
2. أوشيرو أوكيمي : وهي السقوط للخلف
3. زينبو كايتن أوكيمي : وهي السقوط للأمام والنزول على سيف الجسد
4. أوشيرو كايتن أوكيمي : وهي السقوط للخلف مع العودة للوقوف
5. كاتاميه وازا أوكيمي : وهي السقوط للأمام نصف سقطة
6. يوكو أوكيمي : وهي السقوط على جانب الجسد بشكل مسرع

- القتال بواسطة السيف " البوكين " ( تاشي دوري ):

إن وضعية الوقوف الأساسية في قتال البوكين تسمى " سيغان كامايه " ويجب أن يمسك البوكين بكلتا اليدين , اليد اليمنى من عند أعلى قبضة البوكين واليد اليسرى من عند نهاية قبضة البوكين , وهنالك وضعيات وقوف مختلفة تستخدم في قتال البوكين ومنها:
1. سيغان مامايه
2. جودان
3. ميجي هاسو
4. ميجي جيدان
5. هيداري جيدان
6. ميجي جيدان هاسو
7. هيداري جيدان هاسو
8. موجامايه
9. واكي كامايه
10. كويه داتشي

- أنواع الهجوم بواسطة استخدام البوكين ( بوكين سوبوري ):

1. شومن اوتشي
2. كيري كاييشي
3. يوكومن اوتشي
4. جياكو يوكومن اوتشي
5. هاسو كامايه شومن اوتشي
6. كوتيه جيري
7. كيسا جيري

عندما يقوم لاعبين أثنين من لاعبي الآيكيدو بالتدرب على القتال بالبوكين وكلاهما يستخدم البوكين تسمى هذه الحالة ب ( كومي تاشي ) ولها 10 حالات قتال بحسب ما وضعه ( سنسي سايتو ) 
- القتال بواسطة العصى " الجو " ( جو دوري ):

إن وضعية الوقوف الأساسية في قتال الجو تسمى " سيغان كامايه " و يمسك الجو بكلتا اليدين , اليد اليمنى من الأعلى واليد اليسرى من عند نهاية الجو والعكس صحيح , وهنالك وضعيات وقوف مختلفة تستخدم في قتال الجو ومنها:
1. ميجي جيدان هاسو
2. ميجي سيغان
3. ميجي هاسو
4. ميجي جيدان
5. ميجي ما آي داتشي
6. هيداري ما آي داتشي

- أنواع الهجوم بواسطة استخدام الجو ( جو سوبوري ) وعددها 20:

1. تشوكو تسوكي
2. كاييشي تسوكي
3. أوشيرو تسوكي
4. تسوكي جيدان جاييشي
5. تسوكي جودان جاييشي اوتشي
6. شومن اوتشي كومي
7. زوكو اوتشي كومي
8. مين اوتشي جيدان جاييشي
9. مين اوتشي أوشيرو تسوكي
10. جياكو يوكومن أوشيرو تسوكي
11. كاتاتيه جيدان جاييشي
12. كاتاتيه او مواشي / كاتاتيه توما اوتشي
13. كاتاتيه هاتشي نو جي جاييشي
14. هاسو جاييشي اوتشي
15. هاسو جاييشي تسوكي
16. هاسو جاييشي أوشيرو تسوكي
17. هاسو جاييشي أوشيرو اوتشي
18. هاسو جاييشي أوشيرو هاراي
19. هيداريناغاريه جاييشي اوتشي
20. ميجي ناغاريه جاييشي تسوكي

## فلسفة الآيكيدو
تعتمد الآيكيدو على مبدأ الدفاع والسيطرة ونادراً ما تجد لاعب آيكيدو يهاجم وأيضا هو لا يبالغ في هدر طاقته حين يواجه شخصا ما وإن كان المهاجم مسلحا فنرى اللاعب في غايه الهدوء والتركيز. تعتبر الآيكيدو من أكثر الفنون القتالية التي تصل بممارسها إلى أعلى مستوى من النقاء الذهني وتتطلب قدرة الفرد العالية في استخدام نقاط الضعف في الخصم وذلك حتى يمكنة التغلب علية بسهولة ويسر ويجب أن يتميز بالآتي:
1. سرعة رد الفعل.
2. استخدام جميع حواس الإنسان أثناء الممارسة.
3. وجود توافق عضلي وعصبي في أعضاء الجسم في تنفيذ الحركات المؤداة.

## اللباس

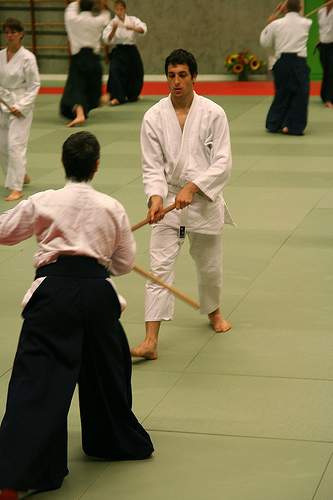
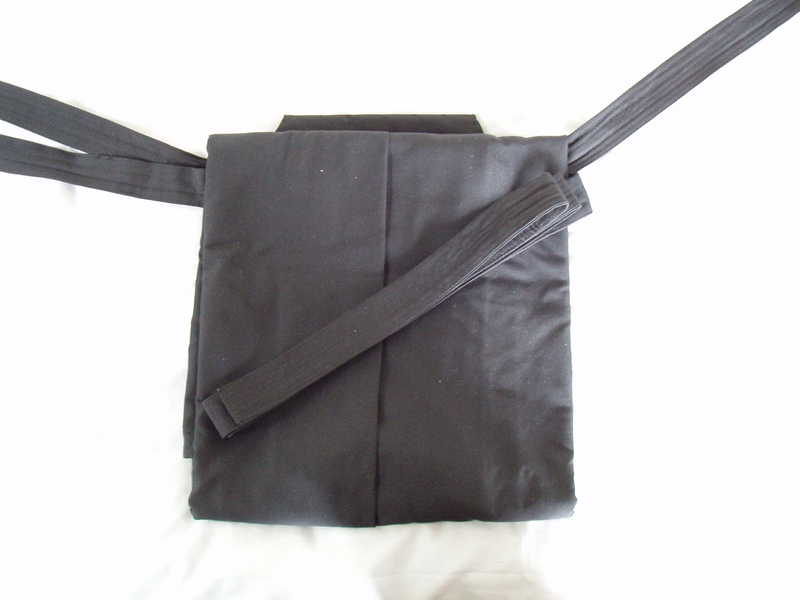
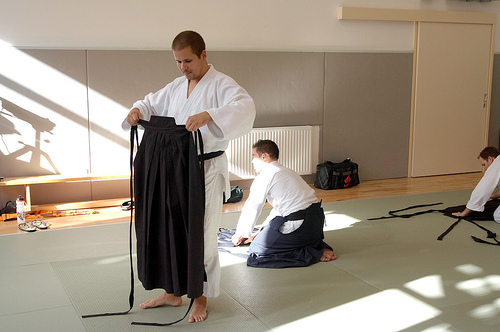
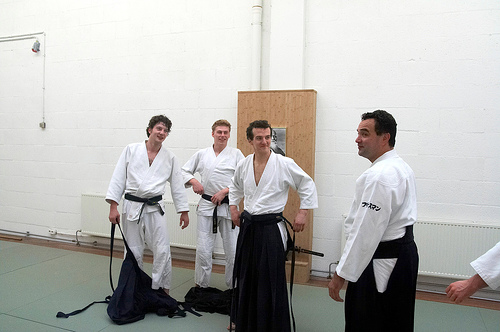

## الدرجات
موريهيه أويشيبا أعطى في البداية بعض الطلاب شهادات تقليدية للأهلية. على سبيل المثال، مينورو موشيزوكي تلقى في عام 1932 رتبة هيدن موكوروكو (hiden mokuroku) في ديتو-ريو أيكي-الجو جيتسو.

## الأصوات في الايكيدو (كوتوتاما أو كوتوداما)
كوتوتاما أو كوتوداما (باليابانية: 言霊) تعني الكلمة روح حسب معتقدات اليابانيين بأن القوى الغامضة تسكن في الكلمات والأسماء، تشمل الترجمات الإنجليزية «روح اللغة» و «قوة اللغة» و «كلمة القوة» و «الكلمة السحرية» و «الصوت المقدس»، فكرة الكوتوداما أن الأصوات من الممكن أن تؤثر بشكل سحري على الأشياء، وأن استخدامات الطقوس للكلمات يمكن أن تؤثر على بيئة والجسد والعقل والروح، اعتقد اليابانيون القدماء أن القوة الروحية التي تعيش في الكلمات يمكن أن تدرك محتوى تعبيرات اللغة في الواقع. هناك جانبان لفكرة استخدام الكلمات عن طريق الإيمان الروحي بنشاط لتفعيل الروح وفكرة التأرجح أو تجنب استخدام الكلمات. في اليابان، استقبل فكر الروح في واكا، مما أثر على الحقبة اللاحقة.

## الأيكيدو في أنحاء العالم
- في نهاية الحرب العالمية الثانية يُرى ظهور توقف في تدريس جميع فنون الدفاع عن النفس اليابانية، والأيكيدو هو الأول في عام 1948 القادر على فتح أبواب الدوجو الخاصة به. يوجد دائما رئية فنه كهدية للبشرية، موريهيه أويشيبا فعل كل ما في وسعه، الذي يتحدث اليابانية فقط، لكي ينشر الأيكيدو دوليا عن طريق إرسال مبعوثين إلى أوروبا وأمريكا، وفتح الأبواب للأجانب الذين يرغبون في ممارسته في اليابان.
- تقنيات قتالية متنوعة مستوحاة من الأيكيدو عن طريق ضم وجمع الرياضة القتالية:

## الأيكيدو في العالم
ووفقا للأرقام التي نشرتها الأيكيكاي، الأيكيدو يضم اليوم 1.6 مليون ممارس في 95 بلدا، 44 منها معترف بها رسميا من قِبل هومبو دوجو.

## الوصلات الخارجية
- أمثلة عن طريقة إيكيدو القتالية على يوتيوب